# 于尼勒盖
于尼勒盖（法語：Ugny-le-Gay，法語發音：[yɲi lə ɡɛ]）是法国上法兰西大区埃纳省的一个市镇，位于该省西部略偏北，属于拉昂区。

## 地理
于尼勒盖（49°39'35"N, 3°9'36"E）面积5.9 平方千米，位于法国上法蘭西大區埃纳省，该省份为法国北部内陆省份，北起北部省，西接索姆省和瓦兹省，东临阿登省和马恩省，西南至塞纳-马恩省，东北部与比利时接壤。
与于尼勒盖接壤的市镇（或旧市镇、城区）包括：科蒙、科芒雄、吉夫里、拉讷维尔昂贝讷、维勒基耶欧蒙、博蒙昂贝讷。

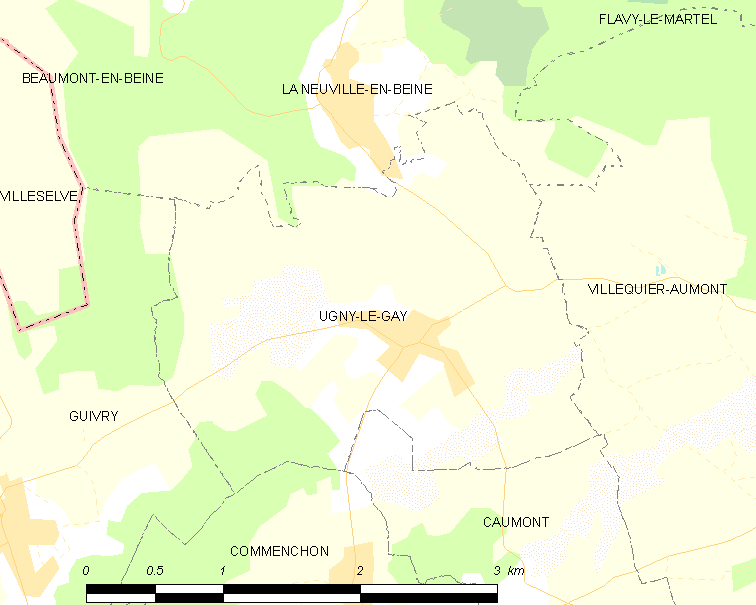
于尼勒盖的OSM定位图

于尼勒盖的时区为UTC+01:00、UTC+02:00（夏令时）。

## 行政
于尼勒盖的邮政编码为02300，INSEE市镇编码为02754。

## 政治
于尼勒盖所属的省级选区为绍尼县。

## 人口

1962-2008年间于尼勒盖人口变化图示

于尼勒盖于2022年1月1日时的人口数量为186人。